# .li
.li (Liechtenstein) é o código TLD (ccTLD) na Internet para o Liechtenstein.